# Diocesi di Lacedemonia
La diocesi di Lacedemonia è una sede soppressa del patriarcato di Costantinopoli (in greco: Ιερά Μητρόπολις Λακεδαίμονος; Iera Mitropolis Lakedaimonos) e una sede titolare della Chiesa cattolica (in latino Dioecesis Lacedaemoniensis).

## Storia
Lacedemonia, corrispondente all'antica città di Sparta, è un'antica sede vescovile del Peloponneso in Grecia. La più antica menzione di una comunità cristiana in questa località risale alla seconda metà del II secolo, poiché fu destinataria di una lettera del vescovo Dionigi di Corinto. Il primo vescovo documentato tuttavia risale solo al V secolo: Osio sottoscrisse nel 458 la lettera dei vescovi della Grecia all'imperatore Leone I dopo la morte di Proterio di Alessandria.
Inizialmente era suffraganea dell'arcidiocesi di Corinto; la città poi venne distrutta e spopolata dalle invasioni slave, e ricostruita agli inizi del IX secolo; in quest'epoca, durante l'impero di Niceforo I il Logoteta (802-811), fu ricostituita anche la sede vescovile, che venne sottomessa alla metropolia di Patrasso. Tra il 1082 ed il 1083 fu elevata al rango di sede metropolitana.
Di Lacedemonia si è conservato il synodicon, testo di carattere liturgico-dogmatico, utilizzato in particolari occasioni e celebrazioni liturgiche, dove si faceva menzione del vescovo in carica e si ricordavano i suoi predecessori. Il synodicon di Lacedemonia riporta una serie di quindici vescovi di questa diocesi, dalla sua restaurazione fino alla elevazione al rango di metropolia; quest'elenco arricchisce di molto la cronotassi di Michel Le Quien, che nel primo millennio cristiano censiva solo cinque vescovi.
In seguito alla quarta crociata (1204) fu istituita una diocesi di rito latino, di cui sono noti vescovi per buona parte del XIII secolo. Nel 1222 la sede latina di Amicle fu unita a quella di Lacedemonia, decisione confermata nel 1245. La residenza dei vescovi era a Mistra, la capitale del despotato di Morea. A partire dal 1262 i bizantini riconquistarono il Peloponneso; la Santa Sede continuò a nominare vescovi latini per Lacedemonia, nella speranza di riprendere possesso dei territori. I primi vescovi, a partire da Folco (1263), risiedettero ancora in Grecia, ma la sede latina non fu più restaurata.
Con Gregorio di Monembasia (1262) la sede di Lacedemonia fu ininterrottamente occupata da vescovi greci, anche durante il periodo veneziano (1687-1715), fino agli inizi del XIX secolo. Con l'indipendenza della Grecia e la riforma delle circoscrizioni episcopali, la sede di Lacedemonia (denominata d'ora in avanti "Sparta") fu di fatto soppressa e il suo titolo unito a quello di Monembasia.
Dalla metà del XV secolo Lacedemonia è annoverata tra le sedi vescovili titolari della Chiesa cattolica; la sede è vacante dal 27 aprile 1967. Non di rado in passato la sede è considerata come arcivescovile. Nella serie dei vescovi titolari compaiono anche due vescovi greci, Ioasaf e Crisante Lescari, che, stando alle fonti, nel corso del Seicento avrebbero aderito, per un certo periodo, alla Chiesa cattolica.

## Cronotassi

### Vescovi e metropoliti

#### Periodo romano e bizantino
- Osio † (menzionato nel 458)
- Teodosio † (prima del 680 - dopo il 681)
- Giovanni I † (prima metà del IX secolo)
- Pitano † (prima metà del IX secolo)
- Ireneo † (prima metà del IX secolo)
- Basilio I † (metà del IX secolo)
- Teocleto † (prima dell'869 - circa 870 deceduto)[6]
- Antonio † (menzionato nell'879)
- Basilio II (Basileo) † (tra IX e X secolo)
- Nicola I † (menzionato il 15 maggio 903)[7]
- Eustazio † (prima metà del X secolo)
- Leone I (Leonzio)[8] † (prima metà del X secolo)
- Giovanni II † (metà del X secolo)
- Teodoreto I † (circa 960-970)
- Teopempto † (menzionato nel 998)
- Teodoro I † (XI secolo)
- Bartolomeo † (primo quarto dell'XI secolo)
- Luca I † (? - 1032/1033 deceduto)[9]
- Giovanni III † (seconda metà dell'XI secolo)
- Teodoro II † (menzionato nel 1082/1083)
- Michele I †
- Soterico †
- Basilio III †
- Giovanni IV †
- Giovanni V †
- Costantino † (XII secolo)
- Anonimo † (menzionato nel 1144)[10]
- Niceta † (prima del 1166 - dopo il 1168)
- Giovanni VI † (prima del 1173 - dopo il 1177)
- Nicola II † (fine del XII secolo)
- Teraponte †
- Giovanni VII †

#### Periodo crociato
- W. † (9 dicembre 1217 - dopo ottobre 1246)
- Guglielmo di Faversham, O.F.M. † (1249 - dopo il 9 agosto 1257)
- Giovanni † (prima di maggio 1261 - dopo settembre 1263)

#### Secondo periodo bizantino
- Gregorio di Monembasia † (1262 - ?)
- Eugenio † (menzionato prima del 1272)
- Teodosio † (menzionato nel 1272)
- Giovanni VIII † (menzionato nel 1285)
- Niceforo Moschopoulos † (prima di agosto 1289 - circa 1312 dimesso)
  - Michele II † (settembre/dicembre 1315 - dopo aprile 1316) (amministratore)[11]
- Gregorio Boutas † (prima di maggio 1324 - circa 1326 deceduto)
  - Sede vacante (1327-1329)
- Luca II † (1329 - dopo il 1331)
- Nilo I † (prima del 1338 - 1344 deceduto)
- Anonimo † (novembre/dicembre  1344 - dopo il 1346)
- Anonimo † (giugno  1365 - ?)[12]
- Anonimo † (menzionato nel 1367)
- Matteo † (menzionato nel 1369 ?)
- Eusebio †
- Crisante I † (menzionato nel 1376)
- Gregorio † (24 o 26 luglio 1382 - ?)[13]
- Anonimi † (menzionati nel 1387, 1393, 1394)
- Nilo II † (1396 - dopo il 1428)
- Teodoreto II † (menzionato nel 1432/1433)
- Metodio † (prima del 1437 - dopo il 1439)
- Anonimo † (prima del 1450 deposto)

#### Primo periodo ottomano
- Anonimi † (menzionati nel 1460 e 1489/1490)
- Geremia † (prima del 1541 - dopo il 1546)
- Doroteo † (menzionato nel 1561)
- Gregorio † (menzionato nel 1565)
- Teodosio † (prima del 1583 - dopo il 1592)
- Macario † (? - 1601 deposto)
- Ezechiele † (28 febbraio 1601 - marzo 1601 deceduto)
- Crisante II † (21 marzo 1601 - gennaio 1604 deposto)[14]
- Dionigi I † (18 gennaio 1604 - giugno 1607 deposto)
- Anonimo † (1607 - 1609)
- Dionigi II † (prima di giugno 1609 - dopo maggio 1616)
- Ioasaf † (menzionato nel giugno 1617)
- Dionigi III † (prima di luglio 1618 - prima di novembre 1620 deceduto)[15]
- Ioasaf † (prima di novembre 1620 - 1625 dimesso) (per la seconda volta)[16]
- Ieroteo † (menzionato 1625)
- Ioasaf † (prima del 1630 - dopo agosto 1641) (per la terza volta)
- Gabriele † (prima di agosto 1641 - dicembre 1641 deposto)
- Partenio I † (dicembre 1641 - ?)
- Gabriele † (prima di dicembre 1642 - 1670 deceduto) (per la seconda volta)
- Teodoreto III † (1670 - luglio 1674 deposto)
- Cirillo † (16 luglio 1674 - ottobre 1674 deposto)
- Ioasaf II † (16 ottobre 1674 - dopo il 1678)
- Teodoreto III † (menzionato nel 1679) (per la seconda volta)
- Gennadio (Gedeone) † (prima del 1681 - dopo il 1688)

#### Periodo veneziano
- Giorgio (Gregorio) † (menzionato nel 1691)
- Sofronio † (menzionato nel 1704)
- Cipriano † (prima del 1706 - dopo ottobre 1715)

#### Secondo periodo ottomano
- Niceforo † (menzionato nel 1716)
- Nectario † (menzionato nel 1718)
- Giuseppe I † (menzionato nel 1720)
- Arsenio † (menzionato nel 1721)
- Partenio II † (prima del 1732 - 1750 deceduto)
- Anania Lampardès † (febbraio 1750 - 1767 deceduto)
- Partenio III † (menzionato nel 1769)
- Giuseppe II † (menzionato nel 1770)
- Neofito † (aprile 1771 - febbraio 1777 deceduto)
- Gregorio † (febbraio 1777 - novembre 1791 eletto vescovo di Bidyne)[17]
- Daniele † (novembre 1791 - giugno 1801 eletto metropolita di Nicea)
- Crisante III † (giugno 1801 - 1823 deceduto)
- Daniele Koulouphekès † (1823 - 1833 eletto vescovo di Monembasia e Sparta)

### Vescovi titolari latini
- Folco † (19 dicembre 1263 - prima del 17 febbraio 1268 dimesso)
- Aimone, O.F.M. † (? - 18 agosto 1278 nominato vescovo di Corone)
- Pietro, O.Cist. † (? - 23 dicembre 1281 nominato vescovo di Segni)
- Niccolò † (? - 30 settembre 1285 nominato vescovo di Oleno)
- Giovanni, O.F.M. † (menzionato nel 1299)
- Antoine de Neufchâteau † (1460 - ?)
- Giacomo di Polonia, O.P. † (1491 - ?)
- Giovanni di Cracovia, O.P. † (1500 - ?)
- Thomas Wolf, O.F.M. † (5 luglio 1508 - ?)
- Piotr Lubart † (9 gennaio 1514 - 1530)[18]
- Mikołaj Broliński † (30 agosto 1532 - 8 ottobre 1546 deceduto)
- Jakub Bieliński † (8 o 29 ottobre 1546 - 7 giugno 1583 deceduto)
- Stanisław Brzozowski † (20 maggio 1585 - ? deceduto)
- Stanisław Starczewski † (22 settembre 1614 - 1643)
  - Ioasaf † (menzionato il 31 maggio 1625)
  - Crisante Lescari † (? - 27 ottobre 1636 deceduto)
- Wojciech Tolibowski † (2 maggio 1644 - 2 agosto 1655 nominato vescovo di Poznań)
- Zygmunt Czyżowski † (25 ottobre 1655 - 1º settembre 1664 nominato vescovo di Kam"janec'-Podil's'kyj)
- Stanisław Całowański † (6 ottobre 1664 - prima del 2 ottobre 1691 deceduto)
- Bonaventura d'Avalos, O.S.A. † (20 aprile 1671 - 15 marzo 1675 deceduto)
- Giovanni Brunetti † (5 ottobre 1693 - 28 marzo 1703 deceduto)
- Pedro Francisco Levanto Vivaldo † (4 giugno 1703 - 8 luglio 1715 nominato vescovo di Badajoz)
- João Cardoso Castelo † (5 dicembre 1718 - prima del 19 dicembre 1740 deceduto)[19]
- Valeriao da Costa e Gouveia † (19 dicembre 1740 - 23 ottobre 1742 deceduto)
- José Dantas Barbosa † (11 marzo 1743 - prima del 13 luglio 1770 deceduto)
- Antonio Bonifacio Coelho † (6 agosto 1770 - prima del 20 giugno 1780 deceduto)
- Antonio Cayetano Maciel Calheiros † (18 settembre 1780 - 1819 deceduto)
- Antonio Jose Ferreira de Sousa † (3 maggio 1824 - circa 1833 deceduto)
- Tito Trocchi † (9 dicembre 1915 - 12 febbraio 1947 deceduto)
- Antônio Julio Maria Mattioli, S.M. † (10 gennaio 1948 - 13 aprile 1962 deceduto)
- José de Jesús García Ayala † (21 maggio 1963 - 27 aprile 1967 nominato vescovo di Campeche)